# 赤穂市立歴史博物館
赤穂市立歴史博物館（あこうしりつれきしはくぶつかん）は、兵庫県赤穂市にある歴史博物館。赤穂城内の米蔵があったところに建っている。建物の西側外観は5連の白壁土蔵を模しており、米蔵を再現したものである。
赤穂に関する歴史資料の収集、保管、調査研究および公開による文化の振興と発信の拠点を目指して、1989年に設立された。愛称は「塩と義士の館」。赤穂浪士と塩をメインテーマとする史学系博物館である。

## 展示施設
- 常設展示室

- - 「赤穂の塩」－ 製塩用具・塩廻船

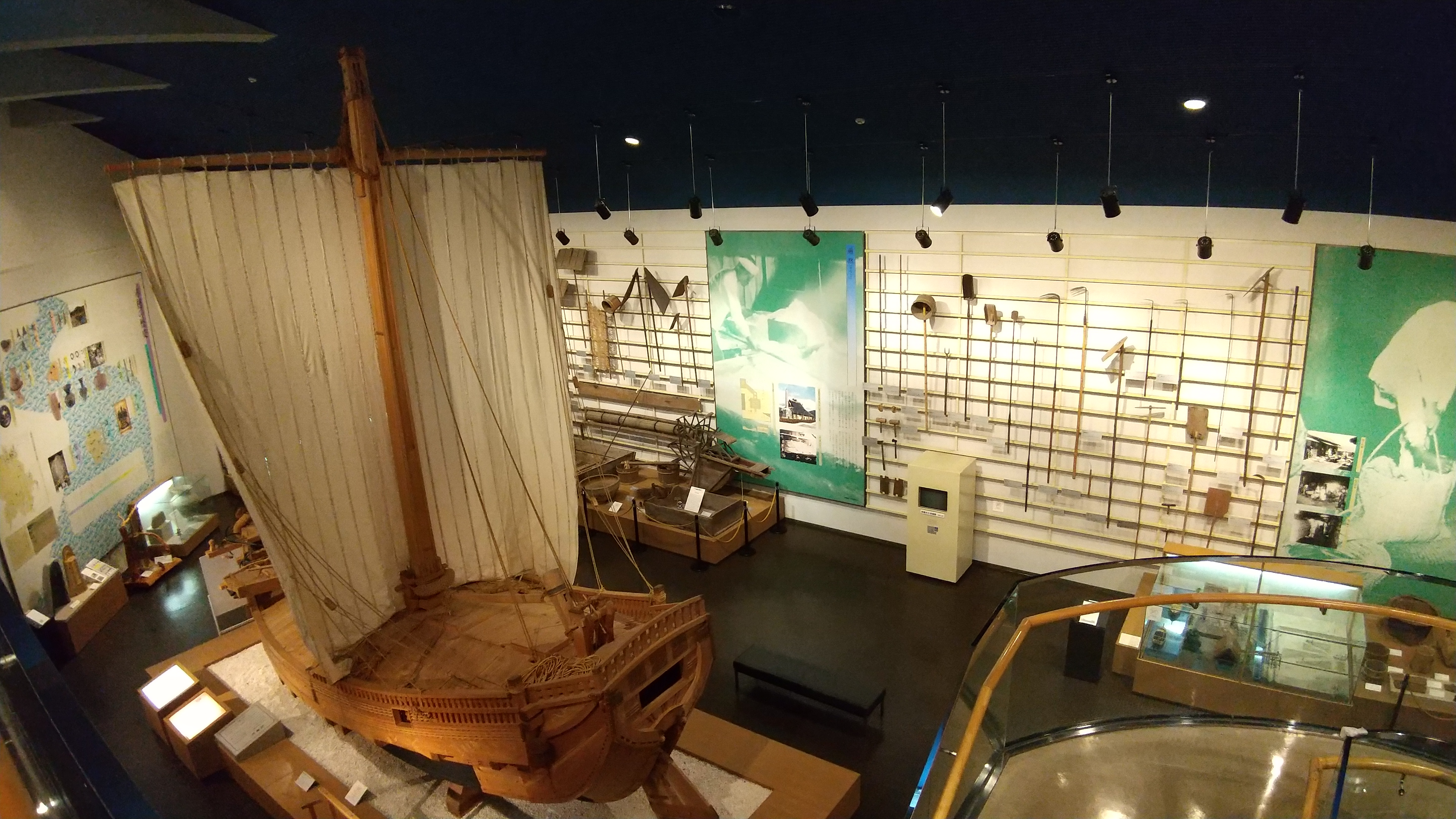

  - 「赤穂の城と城下町」－ 模型・絵図・出土遺物
  - 「赤穂義士」－ 歴史資料・浮世絵・文楽人形・映画演劇に関する資料
  - 「旧赤穂上水道」－ 出土遺物・映像コーナー
- 企画展示室

## 主な所蔵品
- 製塩用具 - 237点が国の重要有形民俗文化財に指定）
- 塩廻船の復元模型船（縮尺1/3）
- 豊原国周「三代歌川豊国肖像（死絵）」　元治元年（1864年）
- 長安雅山「義士討入り」赤穂義士真観のうち
- 歌川国芳「殿中刃傷の場」

## 利用情報
- 開館時間 - 9時00分から17時00分まで（入館は16時30分まで）
- 休館日 - 水曜日（ただし祝日と重なった場合はその翌日）、年末年始（12月28日～1月4日）
- 付属施設 - 無料駐車場（普通車90台）

## 交通アクセス
- JR赤穂線播州赤穂駅から徒歩約20分
- 播州赤穂駅からウエスト神姫バスで5分、「大石神社前」で下車し徒歩3分

## 周辺
- 武家屋敷公園（隣接）
- 大石神社、大石邸長屋門